# Кеньги

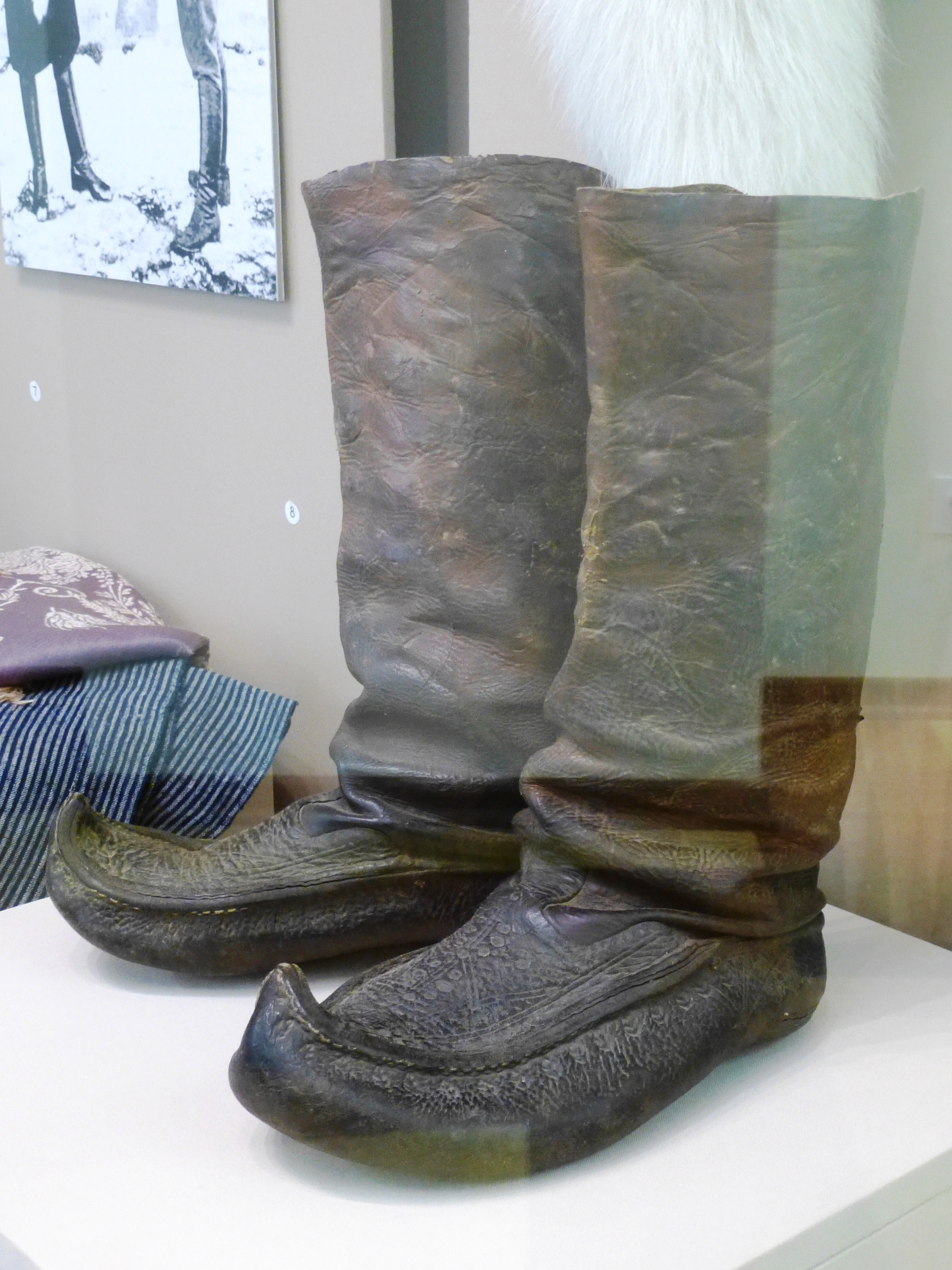
Сапоги-кеньги. Национальный музей Республики Карелия

Ке́ньги, кёнги, кёньги — тёплые башмаки из юфтевой кожи без голенищ и с меховым подбоем; также карельская традиционная обувь — башмаки (сапоги) из сыромятной кожи с цельной подошвой без каблука и с носками, загнутыми вверх.
Войлочные кеньги — вид галош.
Меховые кеньги шились из оленьих шкур (мехом наружу) и надевались сверху на кожаную обувь в зимние холода.
Этимологически слово «кеньги» представляет собой заимствование из финского языка (kengät — «обувь», kenkä — «туфля, ботинок, башмак»), куда пришло из германских языков.